# Synema affinitatum
Synema affinitatum är en spindelart som beskrevs av Octavius Pickard-Cambridge 1891.
Synema affinitatum ingår i släktet Synema och familjen krabbspindlar. Inga underarter finns listade i Catalogue of Life.